# Campouriez
Campouriez település Franciaországban, Aveyron megyében. Lakosainak száma 330 fő (2022. január 1.). Campouriez Entraygues-sur-Truyère, Florentin-la-Capelle, Montézic, Saint-Amans-des-Cots és Saint-Hippolyte községekkel határos.

## Népesség
A település népessége az elmúlt években az alábbi módon változott:
| Lakosok száma | 540  | 500  | 422  | 398  | 359  | 359  | 350  | 345  | 341  | 330  |
|               | 1968 | 1982 | 1990 | 2006 | 2013 | 2015 | 2017 | 2019 | 2020 | 2022 |